# Pierrefitte (Deux-Sèvres)
Pierrefitte ist eine französische Gemeinde mit 323 Einwohnern (Stand: 1. Januar 2022) im Département Deux-Sèvres in der Region Nouvelle-Aquitaine (vor 2016: Poitou-Charentes). Sie gehört zum Arrondissement Bressuire und zum Kanton Le Val de Thouet. 

## Lage
Pierrefitte liegt etwa 16 Kilometer ostnordöstlich von Bressuire. Umgeben wird Pierrefitte von den Nachbargemeinden Sainte-Gemme im Norden und Nordosten, Saint-Varent im Nordosten, Glénay im Osten, Faye-l’Abbesse im Süden sowie Geay im Westen.

## Bevölkerungsentwicklung
| Jahr                       | 1962 | 1968 | 1975 | 1982 | 1990 | 1999 | 2006 | 2019 |
| Einwohner                  | 488  | 445  | 410  | 373  | 294  | 307  | 323  | 330  |
| Quellen: Cassini und INSEE |      |      |      |      |      |      |      |      |

## Sehenswürdigkeiten
- Kirche Saint-Porchaire
- Kapelle Tous-les-Saints (Allerheiligen)

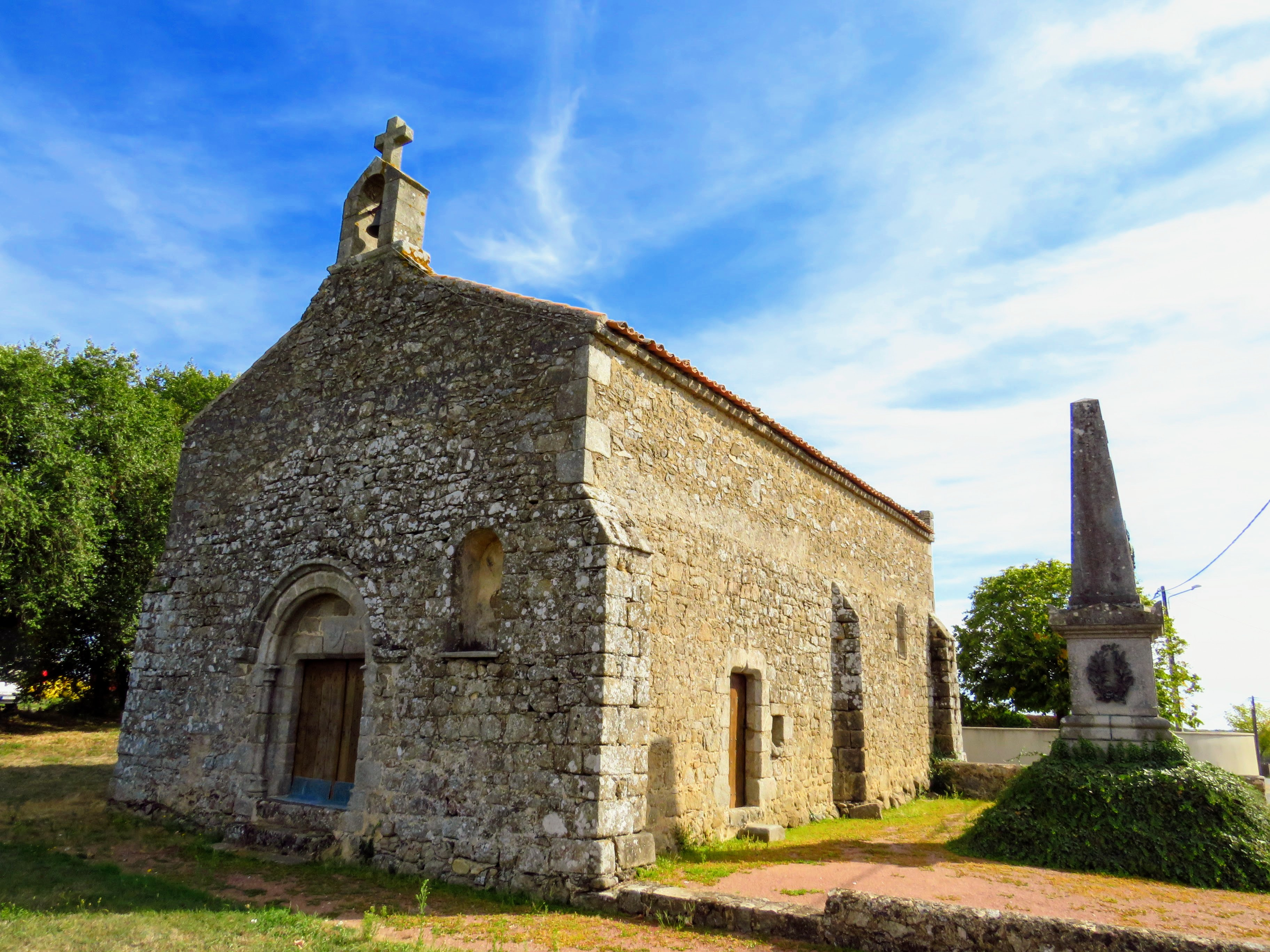
Kirche Saint-Porchaire